# Mitsuo Ikeda
Mitsuo Ikeda (Hokaido, Japón, 14 de marzo de 1935-12 de septiembre de 2002) fue un deportista japonés especialista en lucha libre olímpica donde llegó a ser campeón olímpico en Melbourne 1956.

## Carrera deportiva

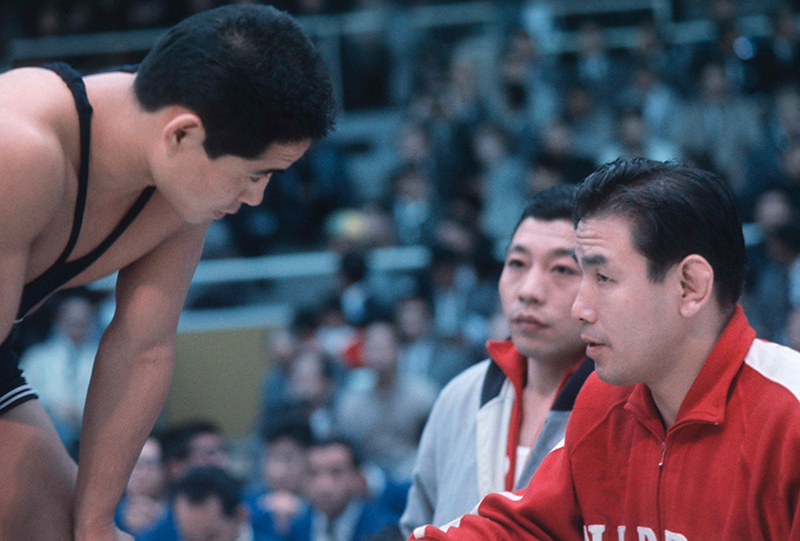
Ikeda (en segundo plano, vestido de blanco), 1964

En los Juegos Olímpicos de 1956 celebrados en Melbourne ganó la medalla de oro en lucha libre olímpica estilo peso wélter, por delante del turco Ibrahim Zengin (plata) y del soviético Vakhtang Balavadze (bronce).